# Amaya (browser)
Amaya è un browser web open source e uno strumento di editing creato dal progetto di sviluppo dell'editor strutturato Opera dell'INRIA e più tardi adottato dal W3C.
Amaya è il diretto discendente dell'editor SGML WYSIWYG Grif creato da Vincent Quin e Irène Vatton all'INRIA all'inizio degli anni '80 e dell'editor HTML Symposia, anch'esso basato su Grif.
Amaya venne in origine sviluppato come editor di testo e più tardi come editor HTML e CSS, venne migliorato per supportare dialetti XML come XHTML, MathML e SVG. Amaya supporta la visualizzazione di formati di immagine aperti, come PNG e SVG, così come l'animazione SVG. Oggi viene usato come tester per le nuove tecnologie del web, non ancora supportate dai maggiori browser commerciali. In ogni caso, essendo sviluppato dal W3C essenzialmente come software di testing, oltre che come software di riferimento, ha un buon supporto del CSS e dell'SVG.
Il browser è disponibile per Unix, Microsoft Windows, Mac OS e altre piattaforme.